# Ritus Krjauklis
Ritus Krjauklis est un footballeur international letton né le 23 avril 1986 à Ilūkste[réf. nécessaire].

## Carrière

### En sélection
Ritus Krjauklis est convoqué par le sélectionneur national Aleksandrs Starkovs pour un match amical face à la Bulgarie le 12 août 2009. Il entre en jeu à la place d'Oskars Kļava à la 89e minute de jeu.
Il compte 22 sélections et 0 but avec l'équipe de Lettonie depuis 2009.

## Palmarès
- Avec le Liepājas Metalurgs :
  - Champion de Lettonie en 2006.
  - Vainqueur de la Ligue balte en 2010.

## Statistiques détaillées

### En club
| Saison                | Club                  | Championnat           | Championnat | Championnat | Coupe(s) nationale(s) | Coupe(s) nationale(s) | Compétition(s) continentale(s) | Compétition(s) continentale(s) | Compétition(s) continentale(s) | Sélection | Sélection | Sélection | Total | Total |
| Saison                | Club                  | Division              | M.          | B.          | M.                    | B.                    | Comp.                          | M.                             | B.                             | Équipe    | M.        | B.        | M.    | B.    |
| 2006                  | FK Ventspils          | Virslīga              | 0           | 0           | -                     | -                     | -                              | -                              | -                              | -         | -         | -         | 0     | 0     |
| 2007                  | Dinaburg              | Virslīga              | 27          | 3           | -                     | -                     | -                              | -                              | -                              | -         | -         | -         | 27    | 3     |
| 2008                  | Dinaburg              | Virslīga              | 28          | 2           | -                     | -                     | -                              | -                              | -                              | -         | -         | -         | 28    | 2     |
| 2009                  | Dinaburg              | Virslīga              | 22          | 1           | -                     | -                     | C3                             | 4                              | 0                              | Lettonie  | 2         | 0         | 28    | 1     |
| 2010                  | FK Ventspils          | Virslīga              | 25          | 0           | 2                     | 0                     | C3                             | 1                              | 0                              | Lettonie  | 6         | 0         | 34    | 0     |
| 2010 - 2011           | AZAL Bakou            | Premyer Liqası        | 10          | 0           | 4                     | 0                     | C3                             | 1                              | 0                              | Lettonie  | 4         | 0         | 19    | 0     |
| 2011                  | Liepājas Metalurgs    | Virslīga              | 10          | 1           | -                     | -                     | -                              | -                              | -                              | Lettonie  | 3         | 0         | 13    | 1     |
| 2012                  | Liepājas Metalurgs    | Virslīga              | 14          | 1           | 3                     | 1                     | C3                             | 2                              | 0                              | Lettonie  | 3         | 0         | 22    | 2     |
| 2012 - 2013           | Golden Arrows         | Premiership           | 7           | 0           | -                     | -                     | -                              | -                              | -                              | Lettonie  | 4         | 0         | 11    | 0     |
| Total sur la carrière | Total sur la carrière | Total sur la carrière | 143         | 8           | 9                     | 1                     | -                              | 8                              | 0                              | 0         | 22        | 0         | 182   | 9     |